# كيفن غريني (لاعب اتحاد الرغبي)
كيفن غريني (بالإنجليزية: Kevin Greene)‏ هو لاعب اتحاد الرغبي نيوزيلندي، ولد في 31 ديسمبر 1949 في هاميلتون في نيوزيلندا.